# Macleania maldonadensis
Macleania maldonadensis är en ljungväxtart som beskrevs av J.L. Luteyn. Macleania maldonadensis ingår i släktet Macleania och familjen ljungväxter. Inga underarter finns listade i Catalogue of Life.